# Manchester United FC in het seizoen 2015/16
Dit artikel beschrijft de prestaties van de Engelse voetbalclub Manchester United FC in het seizoen 2015–2016.

## Gebeurtenissen
Louis van Gaal mocht in zijn tweede seizoen onder meer Memphis Depay, Anthony Martial en Bastian Schweinsteiger aan zijn selectie toevoegen. De totale investering onder zijn trainerschap liep zo op tot 300 miljoen euro. Van alle aankopen was Martial het succesvolst. Hij zou het seizoen afsluiten als topschutter van het team. Depay bleef onder de verwachtingen en werd omwille van zijn dure transferprijs door de Engelse media bestempeld als een flop.
Van Gaal slaagde er niet in om met Manchester United de landstitel te veroveren. In de UEFA Champions League werd hij al in de groepsfase uitgeschakeld. Nadien werd zijn elftal in de 1/8 finale uit de UEFA Europa League gewipt door rivaal Liverpool. De Nederlandse coach en zijn team kregen bovendien regelmatig de kritiek dat Manchester United onaantrekkelijk en saai voetbalde. Slechts één team in de top 10 van de Premier League scoorde minder doelpunten dan Manchester United. Daardoor werd de positie van Van Gaal onhoudbaar. Hoewel hij uiteindelijk nog de FA Cup veroverde door in de bekerfinale met 2–1 te winnen van Crystal Palace maakte het bestuur na het seizoen een einde aan de samenwerking.

## Spelerskern
| Nr.           | Naam                      | Nationaliteit | Geboortedatum | Vorige club        |
| ------------- | ------------------------- | ------------- | ------------- | ------------------ |
| Keepers       |                           |               |               |                    |
| 1             | David de Gea              | Spanje        | 07-11-1990    | Atlético Madrid    |
| 20            | Sergio Romero             | Argentinië    | 22-02-1987    | Sampdoria          |
| 50            | Sam Johnstone             | Engeland      | 25-03-1993    | Preston North End  |
| Verdedigers   |                           |               |               |                    |
| 4             | Phil Jones                | Engeland      | 21-02-1992    | Blackburn Rovers   |
| 5             | Marcos Rojo               | Argentinië    | 20-03-1990    | Sporting Lissabon  |
| 12            | Chris Smalling            | Engeland      | 22-11-1989    | Fulham             |
| 17            | Daley Blind               | Nederland     | 09-03-1990    | Ajax               |
| 23            | Luke Shaw                 | Engeland      | 12-07-1995    | Southampton        |
| 30            | Guillermo Varela          | Uruguay       | 24-03-1993    | CA Peñarol         |
| 33            | Patrick McNair            | Noord-Ierland | 27-04-1995    | /                  |
| 36            | Matteo Darmian            | Italië        | 02-12-1989    | Torino             |
| 37            | Donald Love               | Schotland     | 02-12-1994    | Wigan Athletic     |
| 41            | Regan Poole               | Engeland      | 18-06-1998    | Newport County     |
| 43            | Cameron Borthwick-Jackson | Engeland      | 02-02-1997    | /                  |
| 49            | Joe Riley                 | Engeland      | 06-12-1996    | /                  |
| Middenvelders |                           |               |               |                    |
| 8             | Juan Mata                 | Spanje        | 28-04-1988    | Chelsea            |
| 11            | Adnan Januzaj             | België        | 05-02-1995    | Borussia Dortmund  |
| 16            | Michael Carrick           | Engeland      | 28-07-1981    | Tottenham Hotspur  |
| 18            | Ashley Young              | Engeland      | 09-07-1985    | Aston Villa        |
| 21            | Ander Herrera             | Spanje        | 14-08-1989    | Athletic Bilbao    |
| 22            | Nick Powell               | Engeland      | 23-03-1994    | Crewe Alexandra FC |
| 25            | Antonio Valencia          | Ecuador       | 04-08-1985    | Wigan Athletic     |
| 27            | Marouane Fellaini         | België        | 22-11-1987    | Everton            |
| 28            | Morgan Schneiderlin       | Frankrijk     | 08-11-1989    | Southampton        |
| 31            | Bastian Schweinsteiger    | Duitsland     | 01-08-1984    | Bayern München     |
| 35            | Jesse Lingard             | Engeland      | 15-12-1992    | /                  |
| 44            | Andreas Pereira           | Brazilië      | 01-01-1996    | /                  |
| 47            | James Weir                | Engeland      | 04-08-1995    | /                  |
| 51            | Timothy Fosu-Mensah       | Nederland     | 02-01-1998    | /                  |
| Aanvallers    |                           |               |               |                    |
| 7             | Memphis Depay             | Nederland     | 13-02-1994    | PSV                |
| 9             | Anthony Martial           | Frankrijk     | 05-12-1995    | AS Monaco          |
| 10            | Wayne Rooney              | Engeland      | 24-10-1985    | Everton            |
| 19            | James Wilson              | Engeland      | 01-12-1995    | /                  |
| 39            | Marcus Rashford           | Engeland      | 31-10-1997    | /                  |
| 48            | William Keane             | Engeland      | 11-01-1993    | Preston North End  |

- = Aanvoerder

### Technische staf
|                 |                       |               |
| Functie         | Naam                  | Nationaliteit |
| Coach           | Louis van Gaal (foto) | Nederland     |
| Assistent-coach | Ryan Giggs            | Wales         |
| Assistent-coach | Albert Stuivenberg    | Nederland     |
| Assistent-coach | Marcel Bout           | Nederland     |
| Videoanalist    | Max Reckers           | Nederland     |
| Keeperstrainer  | Frans Hoek            | Nederland     |

## Resultaten
Een overzicht van de competities waaraan Manchester United in het seizoen 2015-2016 deelnam. 
| Premier League | FA Cup  | League Cup | Champions League | Europa League |
| -------------- | ------- | ---------- | ---------------- | ------------- |
|                |         |            |                  |               |
| Vijfde         | Winnaar | 1/8 finale | Groepsfase       | 1/8 finale    |

## Uitrustingen
Shirtsponsor: Chevrolet

Sportmerk: adidas
| Thuis | Uit | Alternatief | Alternatief | Alternatief | Doelman | Doelman |

## Transfers

### Zomer
| Naam                   | Nationaliteit     | Van/naar             | Type           |
| ---------------------- | ----------------- | -------------------- | -------------- |
| Inkomend               |                   |                      |                |
| Memphis Depay          | Nederland         | PSV                  | € 27.500.000   |
| Matteo Darmian         | Italië            | Torino               | € 18.000.000   |
| Bastian Schweinsteiger | Duitsland         | Bayern München       | € 9.000.000    |
| Morgan Schneiderlin    | Frankrijk         | Southampton          | € 25.000.000   |
| Anthony Martial        | Frankrijk         | AS Monaco            | € 50.000.000   |
| Sergio Romero          | Argentinië        | Sampdoria            | Transfervrij   |
| TOTAAL UITGAVEN:       | TOTAAL UITGAVEN:  | TOTAAL UITGAVEN:     | € 129.500.000  |
| Uitgaand               |                   |                      |                |
| Callum Evans           | Engeland          | Barnsley             | Einde contract |
| Ryan McConnell         | Ierland           |                      | Einde contract |
| Ben Amos               | Engeland          | Bolton Wanderers     | Einde contract |
| Tom Thorpe             | Engeland          | Rotherham United     | Einde contract |
| Tom Cleverley          | Engeland          | Everton              | Transfervrij   |
| Saidy Janko            | Zwitserland       | Celtic               | Transfervrij   |
| Anders Lindegaard      | Denemarken        | West Bromwich Albion | Transfervrij   |
| Rafael                 | Brazilië          | Olympique Lyon       | € 3.000.000    |
| Ángelo Henríquez       | Chili             | Dinamo Zagreb        | € 1.000.000    |
| Nani                   | Portugal          | Fenerbahçe           | € 6.000.000    |
| Robin van Persie       | Nederland         | Fenerbahçe           | € 5.500.000    |
| Reece James            | Engeland          | Wigan Athletic       | niet bekend    |
| Ángel di María         | Argentinië        | Paris Saint-Germain  | € 63.000.000   |
| Javier Hernández       | Mexico            | Bayer Leverkusen     | € 16.500.000   |
| Jonny Evans            | Noord-Ierland     | West Bromwich Albion | € 8.250.000    |
| TOTAAL INKOMSTEN:      | TOTAAL INKOMSTEN: | TOTAAL INKOMSTEN:    | € 103.250.000  |

### Verhuurde spelers
| Naam           | Nationaliteit | Van/naar          | Begin huur       | Einde huur       |
| -------------- | ------------- | ----------------- | ---------------- | ---------------- |
| Uitgaand       |               |                   |                  |                  |
| William Keane  | Engeland      | Preston North End | 8 juli 2015      | 31 december 2015 |
| Ben Pearson    | Engeland      | Barnsley          | 18 juli 2015     | 3 januari 2016   |
| Joe Rothwell   | Engeland      | Barnsley          | 18 juli 2015     | 3 januari 2016   |
| Tyler Blackett | Engeland      | Celtic            | 29 augustus 2015 | 30 juni 2016     |
| Adnan Januzaj  | België        | Borussia Dortmund | 31 augustus 2015 | 7 januari 2016   |
| Donald Love    | Schotland     | Wigan Athletic    | 2 oktober 2015   | 31 december 2015 |
| Víctor Valdés  | Spanje        | Standard Luik     | 24 januari 2016  | 30 juni 2016     |
| Sam Johnstone  | Engeland      | Preston North End | 31 december 2015 | 28 januari 2016  |

## Premier League

### Wedstrijden
| Wedstrijddetails                                          | Thuisploeg                                    | Uitslag                 | Uitploeg                                | Opstelling | Kaarten                                                       |
| --------------------------------------------------------- | --------------------------------------------- | ----------------------- | --------------------------------------- | --- | ------------------------------------------------------------- |
| Heenronde                                                 |                                               |                         |                                         | |                                                               |
| 8 augustus 2015 13:45 Old Trafford Manchester             | Manchester United                             | 1-0                     | Tottenham Hotspur                       | Romero Darmian (81' Valencia), Smalling, Blind, Shaw Carrick (60' Schweinsteiger), Schneiderlin, Depay (68' Herrera) Mata, Rooney, Young            | 69' Schweinsteiger 90' Mata                                   |
| 8 augustus 2015 13:45 Old Trafford Manchester             | 22' Walker (own)                              | 1-0                     |                                         | Romero Darmian (81' Valencia), Smalling, Blind, Shaw Carrick (60' Schweinsteiger), Schneiderlin, Depay (68' Herrera) Mata, Rooney, Young            | 69' Schweinsteiger 90' Mata                                   |
| 14 augustus 2015 20:45 Villa Park Birmingham              | Aston Villa                                   | 0-1                     | Manchester United                       | Romero Darmian, Smalling, Blind, Shaw Carrick (60' Schweinsteiger), Depay (82' Young) Mata, Rooney, Januzaj (60' Herrera)                           | 74' Herrera 84' Darmian                                       |
| 14 augustus 2015 20:45 Villa Park Birmingham              |                                               | 0-1                     | 29' Januzaj                             | Romero Darmian, Smalling, Blind, Shaw Carrick (60' Schweinsteiger), Depay (82' Young) Mata, Rooney, Januzaj (60' Herrera)                           | 74' Herrera 84' Darmian                                       |
| 22 augustus 2015 13:45 Old Trafford Manchester            | Manchester United                             | 0-0                     | Newcastle United                        | Romero Darmian (77' Valencia), Smalling, Blind, Shaw Schneiderlin, Schweinsteiger (59' Carrick), Januzaj (67' Hernández) Mata, Rooney, Depay        | 19' Darmian 70' Shaw                                          |
| 22 augustus 2015 13:45 Old Trafford Manchester            |                                               |                         |                                         | Romero Darmian (77' Valencia), Smalling, Blind, Shaw Schneiderlin, Schweinsteiger (59' Carrick), Januzaj (67' Hernández) Mata, Rooney, Depay        | 19' Darmian 70' Shaw                                          |
| 30 augustus 2015 17:00 Liberty Stadium Swansea            | Swansea City                                  | 2-1                     | Manchester United                       | Romero Darmian, Smalling, Blind, Shaw Schneiderlin (70' Carrick), Schweinsteiger, Herrera (77' Fellaini) Mata (70' Young), Rooney, Depay            | 38' Schneiderlin 41' Depay                                    |
| 30 augustus 2015 17:00 Liberty Stadium Swansea            | 61' Ayew 66' Gomis                            | 0-1 1-1 2-1             | 48' Mata                                | Romero Darmian, Smalling, Blind, Shaw Schneiderlin (70' Carrick), Schweinsteiger, Herrera (77' Fellaini) Mata (70' Young), Rooney, Depay            | 38' Schneiderlin 41' Depay                                    |
| 12 september 2015 18:30 Old Trafford Manchester           | Manchester United                             | 3-1                     | Liverpool                               | De Gea Darmian, Smalling, Blind, Shaw Carrick (72' Schneiderlin), Schweinsteiger, Herrera Mata (65' Martial), Fellaini, Depay (46' Young)           | 73' Darmian                                                   |
| 12 september 2015 18:30 Old Trafford Manchester           | 49' Blind 70' Herrera 86' Martial             | 1-0 2-0 2-1 3-1         | 84' Benteke                             | De Gea Darmian, Smalling, Blind, Shaw Carrick (72' Schneiderlin), Schweinsteiger, Herrera Mata (65' Martial), Fellaini, Depay (46' Young)           | 73' Darmian                                                   |
| 20 september 2015 17:00 St. Mary's Stadium Southampton    | Southampton                                   | 2-3                     | Manchester United                       | De Gea Darmian (46' Valencia), Smalling, Blind, Rojo (69' McNair) Carrick (60' Schweinsteiger), Schneiderlin, Rooney Mata, Martial, Depay           |                                                               |
| 20 september 2015 17:00 St. Mary's Stadium Southampton    | 13' Pellè 86' Pellè                           | 1-0 1-1 1-2 1-3 2-3     | 34' Martial 50' Martial 68' Mata        | De Gea Darmian (46' Valencia), Smalling, Blind, Rojo (69' McNair) Carrick (60' Schweinsteiger), Schneiderlin, Rooney Mata, Martial, Depay           |                                                               |
| 26 september 2015 16:00 Old Trafford Manchester           | Manchester United                             | 3-0                     | Sunderland                              | De Gea Valencia, Smalling, Blind (73' Jones), Darmian Carrick (68' Schweinsteiger), Schneiderlin, Rooney Mata, Martial, Depay (77' Young)           |                                                               |
| 26 september 2015 16:00 Old Trafford Manchester           | 45+4' Depay 46' Rooney 90' Mata               | 1-0 2-0 3-0             |                                         | De Gea Valencia, Smalling, Blind (73' Jones), Darmian Carrick (68' Schweinsteiger), Schneiderlin, Rooney Mata, Martial, Depay (77' Young)           |                                                               |
| 4 oktober 2015 17:00 Emirates Stadium Londen              | Arsenal FC                                    | 3-0                     | Manchester United                       | De Gea Darmian (46' Valencia), Smalling, Blind, Young Carrick, Schweinsteiger, Rooney Mata (82' Wilson), Martial, Depay (46' Fellaini)              | 22' Young 30' Darmian 55' Rooney                              |
| 4 oktober 2015 17:00 Emirates Stadium Londen              | 6' Sánchez 7' Özil 19' Sánchez                | 1-0 2-0 3-0             |                                         | De Gea Darmian (46' Valencia), Smalling, Blind, Young Carrick, Schweinsteiger, Rooney Mata (82' Wilson), Martial, Depay (46' Fellaini)              | 22' Young 30' Darmian 55' Rooney                              |
| 17 oktober 2015 16:00 Goodison Park Liverpool             | Everton FC                                    | 0-3                     | Manchester United                       | De Gea Darmian, Jones, Smalling, Rojo Schneiderlin, Schweinsteiger (74' Carrick), Herrera (81' Fellaini) Mata (46' Lingard), Rooney, Martial        | 50' Schweinsteiger 52' Rojo                                   |
| 17 oktober 2015 16:00 Goodison Park Liverpool             |                                               | 0-1 0-2 0-3             | 18' Schneiderlin 22' Herrera 62' Rooney | De Gea Darmian, Jones, Smalling, Rojo Schneiderlin, Schweinsteiger (74' Carrick), Herrera (81' Fellaini) Mata (46' Lingard), Rooney, Martial        | 50' Schweinsteiger 52' Rojo                                   |
| 25 oktober 2015 15:05 Old Trafford Manchester             | Manchester United                             | 0-0                     | Manchester City                         | De Gea Valencia (81' Darmian), Jones, Smalling, Rojo Schneiderlin, Schweinsteiger (74' Fellaini), Herrera Mata (67' Lingard), Rooney, Martial       | 39' Mata 89' Schneiderlin                                     |
| 25 oktober 2015 15:05 Old Trafford Manchester             |                                               |                         |                                         | De Gea Valencia (81' Darmian), Jones, Smalling, Rojo Schneiderlin, Schweinsteiger (74' Fellaini), Herrera Mata (67' Lingard), Rooney, Martial       | 39' Mata 89' Schneiderlin                                     |
| 31 oktober 2015 16:00 Selhurst Park Londen                | Crystal Palace                                | 0-0                     | Manchester United                       | De Gea Darmian (66' Young), Smalling, Blind, Rojo Schneiderlin, Schweinsteiger (69' Fellaini), Herrera Mata (79' Lingard), Rooney, Martial          | 47' Smalling 53' Darmian 90+3' Rojo                           |
| 31 oktober 2015 16:00 Selhurst Park Londen                |                                               |                         |                                         | De Gea Darmian (66' Young), Smalling, Blind, Rojo Schneiderlin, Schweinsteiger (69' Fellaini), Herrera Mata (79' Lingard), Rooney, Martial          | 47' Smalling 53' Darmian 90+3' Rojo                           |
| 7 november 2015 16:00 Old Trafford Manchester             | Manchester United                             | 2-0                     | West Bromwich Albion                    | De Gea Young (62' Jones), Smalling, Blind, Rojo (76' Borthwick-Jackson) Carrick, Schweinsteiger, Rooney (82' Herrera) Mata, Martial, Lingard        | 61' Rojo                                                      |
| 7 november 2015 16:00 Old Trafford Manchester             | 52' Lingard 90+1' Mata (pen.)                 | 1-0 2-0                 |                                         | De Gea Young (62' Jones), Smalling, Blind, Rojo (76' Borthwick-Jackson) Carrick, Schweinsteiger, Rooney (82' Herrera) Mata, Martial, Lingard        | 61' Rojo                                                      |
| 21 november 2015 13:45 Vicarage Road Stadium Watford      | Watford FC                                    | 1-2                     | Manchester United                       | De Gea Young, Jones (69' McNair), Smalling, Blind Schneiderlin, Schweinsteiger, Herrera (25' Rojo) Mata (79' Pereira), Depay, Lingard               | 74' Young 75' Lingard                                         |
| 21 november 2015 13:45 Vicarage Road Stadium Watford      | 87' Deeney (pen.)                             | 0-1 1-1 1-2             | 11' Depay 90' Deeney (own)              | De Gea Young, Jones (69' McNair), Smalling, Blind Schneiderlin, Schweinsteiger, Herrera (25' Rojo) Mata (79' Pereira), Depay, Lingard               | 74' Young 75' Lingard                                         |
| 28 november 2015 18:30 King Power Stadium Leicester       | Leicester City                                | 1-1                     | Manchester United                       | De Gea McNair, Smalling, Blind Darmian, Carrick, Mata, Schweinsteiger, Young Martial, Rooney (68' Depay)                                            | 14' Young                                                     |
| 28 november 2015 18:30 King Power Stadium Leicester       | 24' Vardy                                     | 1-0 1-1                 | 45+1' Schweinsteiger                    | De Gea McNair, Smalling, Blind Darmian, Carrick, Mata, Schweinsteiger, Young Martial, Rooney (68' Depay)                                            | 14' Young                                                     |
| 5 december 2015 16:00 Old Trafford Manchester             | Manchester United                             | 0-0                     | West Ham United                         | De Gea McNair (46' Varela), Smalling, Blind, Darmian Schneiderlin (44' Carrick), Schweinsteiger (73' Depay), Fellaini Mata, Martial, Lingard        | 85' Carrick                                                   |
| 5 december 2015 16:00 Old Trafford Manchester             |                                               |                         |                                         | De Gea McNair (46' Varela), Smalling, Blind, Darmian Schneiderlin (44' Carrick), Schweinsteiger (73' Depay), Fellaini Mata, Martial, Lingard        | 85' Carrick                                                   |
| 12 december 2015 18:30 Vitality Stadium Bournemouth       | Bournemouth                                   | 2-1                     | Manchester United                       | De Gea Varela, McNair (90+1' Jones), Blind, Borthwick-Jackson Carrick, Fellaini (74' Powell), Mata Lingard (31' Pereira), Martial, Depay            | 41' Pereira                                                   |
| 12 december 2015 18:30 Vitality Stadium Bournemouth       | 2' Stanislas 54' King                         | 1-0 1-1 2-1             | 24' Fellaini                            | De Gea Varela, McNair (90+1' Jones), Blind, Borthwick-Jackson Carrick, Fellaini (74' Powell), Mata Lingard (31' Pereira), Martial, Depay            | 41' Pereira                                                   |
| 19 december 2015 16:00 Old Trafford Manchester            | Manchester United                             | 1-2                     | Norwich City                            | De Gea Young, Jones, Smalling, Blind Carrick, Fellaini (60' Herrera), Mata Martial, Rooney, Depay                                                   |                                                               |
| 19 december 2015 16:00 Old Trafford Manchester            | 66' Martial                                   | 0-1 0-2 1-2             | 38' Jerome 54' Tettey                   | De Gea Young, Jones, Smalling, Blind Carrick, Fellaini (60' Herrera), Mata Martial, Rooney, Depay                                                   |                                                               |
| 26 december 2015 13:45 Britannia Stadium Stoke-on-Trent   | Stoke City                                    | 2-0                     | Manchester United                       | De Gea Young, Jones, Smalling, Blind Carrick, Herrera (82' Pereira), Fellaini Mata, Martial, Depay (46' Rooney)                                     | 25' Young 83' Pereira                                         |
| 26 december 2015 13:45 Britannia Stadium Stoke-on-Trent   | 19' Bojan 26' Arnautović                      | 1-0 2-0                 |                                         | De Gea Young, Jones, Smalling, Blind Carrick, Herrera (82' Pereira), Fellaini Mata, Martial, Depay (46' Rooney)                                     | 25' Young 83' Pereira                                         |
| 28 december 2015 18:30 Old Trafford Manchester            | Manchester United                             | 0-0                     | Chelsea FC                              | De Gea Young, Smalling, Blind (81' Jones), Darmian (70' Borthwick-Jackson) Schneiderlin, Schweinsteiger, Herrera Mata (77' Depay), Rooney, Martial  | 30' Schneiderlin 39' Smalling 81' Schweinsteiger 90+1' Rooney |
| 28 december 2015 18:30 Old Trafford Manchester            |                                               |                         |                                         | De Gea Young, Smalling, Blind (81' Jones), Darmian (70' Borthwick-Jackson) Schneiderlin, Schweinsteiger, Herrera Mata (77' Depay), Rooney, Martial  | 30' Schneiderlin 39' Smalling 81' Schweinsteiger 90+1' Rooney |
| Terugronde                                                |                                               |                         |                                         | |                                                               |
| 2 januari 2016 16:00 Old Trafford Manchester              | Manchester United                             | 2-1                     | Swansea City                            | De Gea Young (78' McNair), Jones (46' Darmian), Smalling, Blind Schneiderlin, Schweinsteiger, Herrera (90+1' Carrick) Mata, Rooney, Martial         | 42' Smalling 85' Blind                                        |
| 2 januari 2016 16:00 Old Trafford Manchester              | 47' Martial 77' Rooney                        | 1-0 1-1 2-1             | 70' Sigurðsson                          | De Gea Young (78' McNair), Jones (46' Darmian), Smalling, Blind Schneiderlin, Schweinsteiger, Herrera (90+1' Carrick) Mata, Rooney, Martial         | 42' Smalling 85' Blind                                        |
| 12 januari 2016 20:45 St. James' Park Newcastle-upon-Tyne | Newcastle United                              | 3-3                     | Manchester United                       | De Gea Young, Smalling, Blind, Darmian Schneiderlin, Fellaini, Herrera (75' Mata) Lingard (64' Depay), Rooney, Martial                              | 25' Fellaini 30' Herrera 66' Smalling                         |
| 12 januari 2016 20:45 St. James' Park Newcastle-upon-Tyne | 42' Wijnaldum 67' Mitrović (pen.) 90' Dummett | 0-1 0-2 1-2 2-2 2-3 3-3 | 9' Rooney (pen.) 38' Lingard 79' Rooney | De Gea Young, Smalling, Blind, Darmian Schneiderlin, Fellaini, Herrera (75' Mata) Lingard (64' Depay), Rooney, Martial                              | 25' Fellaini 30' Herrera 66' Smalling                         |
| 17 januari 2016 15:05 Anfield Liverpool                   | Liverpool FC                                  | 0-1                     | Manchester United                       | De Gea Young (42' Borthwick-Jackson), Smalling, Blind, Darmian Schneiderlin, Fellaini, Herrera (72' Depay) Lingard (66' Mata), Rooney, Martial      | 65' Smalling 75' Fellaini                                     |
| 17 januari 2016 15:05 Anfield Liverpool                   |                                               | 0-1                     | 78' Rooney                              | De Gea Young (42' Borthwick-Jackson), Smalling, Blind, Darmian Schneiderlin, Fellaini, Herrera (72' Depay) Lingard (66' Mata), Rooney, Martial      | 65' Smalling 75' Fellaini                                     |
| 23 januari 2016 16:00 Old Trafford Manchester             | Manchester United                             | 0-1                     | Southampton FC                          | De Gea Darmian (60' McNair), Smalling, Blind Lingard, Schneiderlin, Fellaini (46' Mata), Herrera, Borthwick-Jackson (86' Januzaj) Rooney, Martial   |                                                               |
| 23 januari 2016 16:00 Old Trafford Manchester             |                                               | 0-1                     | 87' Austin                              | De Gea Darmian (60' McNair), Smalling, Blind Lingard, Schneiderlin, Fellaini (46' Mata), Herrera, Borthwick-Jackson (86' Januzaj) Rooney, Martial   |                                                               |
| 2 februari 2016 21:00 Old Trafford Manchester             | Manchester United                             | 3-0                     | Stoke City                              | De Gea Darmian, Smalling, Blind, Borthwick-Jackson Fellaini (80' Herrera), Carrick, Mata (88' Pereira) Lingard, Rooney, Martial (79' Depay)         | 55' Darmian 60' Martial                                       |
| 2 februari 2016 21:00 Old Trafford Manchester             | 14' Lingard 23' Martial 53' Rooney            | 1-0 2-0 3-0             |                                         | De Gea Darmian, Smalling, Blind, Borthwick-Jackson Fellaini (80' Herrera), Carrick, Mata (88' Pereira) Lingard, Rooney, Martial (79' Depay)         | 55' Darmian 60' Martial                                       |
| 7 februari 2016 17:00 Stamford Bridge Londen              | Chelsea FC                                    | 1-1                     | Manchester United                       | De Gea Darmian, Smalling, Blind, Borthwick-Jackson Fellaini (79' Schneiderlin), Carrick, Mata (90+5' Herrera) Lingard (87' Depay), Rooney, Martial  | 63' Blind 79' Lingard 83' Smalling                            |
| 7 februari 2016 17:00 Stamford Bridge Londen              | 90+1' Costa                                   | 0-1 1-1                 | 61' Lingard                             | De Gea Darmian, Smalling, Blind, Borthwick-Jackson Fellaini (79' Schneiderlin), Carrick, Mata (90+5' Herrera) Lingard (87' Depay), Rooney, Martial  | 63' Blind 79' Lingard 83' Smalling                            |
| 13 februari 2016 13:45 Stadium of Light Sunderland        | Sunderland                                    | 2-1                     | Manchester United                       | De Gea Darmian (37' Love), Smalling, Blind, Borthwick-Jackson Schneiderlin (86' Keane), Carrick, Mata Lingard (62' Depay), Rooney, Martial          | 46' Rooney 58' Mata 59' Carrick                               |
| 13 februari 2016 13:45 Stadium of Light Sunderland        | 3' Khazri 82' De Gea (own)                    | 1-0 1-1 2-1             | 39' Martial                             | De Gea Darmian (37' Love), Smalling, Blind, Borthwick-Jackson Schneiderlin (86' Keane), Carrick, Mata Lingard (62' Depay), Rooney, Martial          | 46' Rooney 58' Mata 59' Carrick                               |
| 28 februari 2016 15:05 Old Trafford Manchester            | Manchester United                             | 3-2                     | Arsenal FC                              | De Gea Varela, Carrick, Blind, Rojo (55' Fosu-Mensah) Herrera (90+5' Weir), Schneiderlin, Mata Lingard, Rashford (80' Januzaj), Depay               | 9' Varela 22' Carrick 72' Herrera 90+3' Januzaj               |
| 28 februari 2016 15:05 Old Trafford Manchester            | 29' Rashford 32' Rashford 65' Herrera         | 1-0 2-0 2-1 3-1 3-2     | 40' Welbeck 69' Özil                    | De Gea Varela, Carrick, Blind, Rojo (55' Fosu-Mensah) Herrera (90+5' Weir), Schneiderlin, Mata Lingard, Rashford (80' Januzaj), Depay               | 9' Varela 22' Carrick 72' Herrera 90+3' Januzaj               |
| 28 februari 2016 15:05 Old Trafford Manchester            | Manchester United                             | 1-0                     | Watford FC                              | De Gea Varela, Fosu-Mensah, Blind, Rojo (70' Darmian) Herrera (77' Lingard), Schneiderlin, Mata (89' McNair) Martial, Rashford, Depay               | 23' Fosu-Mensah                                               |
| 28 februari 2016 15:05 Old Trafford Manchester            | 83' Mata                                      | 1-0                     |                                         | De Gea Varela, Fosu-Mensah, Blind, Rojo (70' Darmian) Herrera (77' Lingard), Schneiderlin, Mata (89' McNair) Martial, Rashford, Depay               | 23' Fosu-Mensah                                               |
| 6 maart 2016 17:00 The Hawthorns West Bromwich            | West Bromwich Albion                          | 1-0                     | Manchester United                       | De Gea Darmian (83' Fosu-Mensah), Smalling, Blind, Rojo Mata, Carrick, Herrera (62' Schneiderlin) Lingard, Rashford (75' Depay), Martial            | 23' Mata 26' Mata                                             |
| 6 maart 2016 17:00 The Hawthorns West Bromwich            | 66' Rondón                                    | 1-0                     |                                         | De Gea Darmian (83' Fosu-Mensah), Smalling, Blind, Rojo Mata, Carrick, Herrera (62' Schneiderlin) Lingard, Rashford (75' Depay), Martial            | 23' Mata 26' Mata                                             |
| 20 maart 2016 17:00 Etihad Stadium Manchester             | Manchester City                               | 0-1                     | Manchester United                       | De Gea Darmian (84' Fosu-Mensah), Smalling, Blind, Rojo (63' Valencia) Lingard, Carrick, Schneiderlin Mata (70' Schweinsteiger), Rashford, Martial  | 10' Smalling                                                  |
| 20 maart 2016 17:00 Etihad Stadium Manchester             |                                               | 0-1                     | 16' Rashford                            | De Gea Darmian (84' Fosu-Mensah), Smalling, Blind, Rojo (63' Valencia) Lingard, Carrick, Schneiderlin Mata (70' Schweinsteiger), Rashford, Martial  | 10' Smalling                                                  |
| 3 april 2016 17:00 Old Trafford Manchester                | Manchester United                             | 1-0                     | Everton FC                              | De Gea Darmian, Smalling, Blind (82' Valencia), Rojo (46' Fosu-Mensah) Lingard, Carrick (58' Herrera), Schneiderlin Mata, Rashford, Martial         | 61' Smalling 90+2' Lingard                                    |
| 3 april 2016 17:00 Old Trafford Manchester                | 54' Martial                                   | 1-0                     |                                         | De Gea Darmian, Smalling, Blind (82' Valencia), Rojo (46' Fosu-Mensah) Lingard, Carrick (58' Herrera), Schneiderlin Mata, Rashford, Martial         | 61' Smalling 90+2' Lingard                                    |
| 10 april 2016 17:30 White Hart Lane Londen                | Tottenham Hotspur                             | 3-0                     | Manchester United                       | De Gea Fosu-Mensah (68' Darmian), Smalling, Blind, Rojo Schneiderlin, Carrick, Lingard Mata (76' Depay), Rashford (46' Young), Martial              | 73' Darmian 83' Depay 84' Young                               |
| 10 april 2016 17:30 White Hart Lane Londen                | 54' Martial                                   | 1-0                     |                                         | De Gea Fosu-Mensah (68' Darmian), Smalling, Blind, Rojo Schneiderlin, Carrick, Lingard Mata (76' Depay), Rashford (46' Young), Martial              | 73' Darmian 83' Depay 84' Young                               |
| 16 april 2016 16:00 Old Trafford Manchester               | Manchester United                             | 1-0                     | Aston Villa                             | De Gea Valencia, Smalling, Blind, Rojo Fellaini, Schneiderlin, Rooney (67' Lingard) Mata (90' Fosu-Mensah), Rashford (76' Martial), Depay           |                                                               |
| 16 april 2016 16:00 Old Trafford Manchester               | 32' Rashford                                  | 1-0                     |                                         | De Gea Valencia, Smalling, Blind, Rojo Fellaini, Schneiderlin, Rooney (67' Lingard) Mata (90' Fosu-Mensah), Rashford (76' Martial), Depay           |                                                               |
| 20 april 2016 21:00 Old Trafford Manchester               | Manchester United                             | 2-0                     | Crystal Palace                          | De Gea Valencia, Smalling, Blind, Darmian Mata, Schneiderlin, Rooney (78' Fellaini) Lingard (73' Herrera), Rashford (64' Depay), Martial            | 62' Darmian                                                   |
| 20 april 2016 21:00 Old Trafford Manchester               | 4' Delaney (own) 55' Darmian                  | 1-0 2-0                 |                                         | De Gea Valencia, Smalling, Blind, Darmian Mata, Schneiderlin, Rooney (78' Fellaini) Lingard (73' Herrera), Rashford (64' Depay), Martial            | 62' Darmian                                                   |
| 1 mei 2016 15:05 Old Trafford Manchester                  | Manchester United                             | 1-1                     | Leicester City                          | De Gea Valencia, Smalling, Blind, Rojo Fellaini (75' Herrera), Carrick, Rooney Lingard (62' Mata), Rashford (82' Depay), Martial                    | 53' Lingard 57' Carrick 66' Rooney                            |
| 1 mei 2016 15:05 Old Trafford Manchester                  | 8' Martial                                    | 1-0 1-1                 | 17' Morgan                              | De Gea Valencia, Smalling, Blind, Rojo Fellaini (75' Herrera), Carrick, Rooney Lingard (62' Mata), Rashford (82' Depay), Martial                    | 53' Lingard 57' Carrick 66' Rooney                            |
| 7 mei 2016 13:45 Carrow Road Norwich                      | Norwich City                                  | 0-1                     | Manchester United                       | De Gea Valencia, Smalling, Rojo, Darmian (16' Borthwick-Jackson) Herrera, Carrick (88' Fosu-Mensah), Lingard (78' Schneiderlin) Mata, Rooney, Depay |                                                               |
| 7 mei 2016 13:45 Carrow Road Norwich                      |                                               | 0-1                     | 72' Mata                                | De Gea Valencia, Smalling, Rojo, Darmian (16' Borthwick-Jackson) Herrera, Carrick (88' Fosu-Mensah), Lingard (78' Schneiderlin) Mata, Rooney, Depay |                                                               |
| 10 mei 2016 21:30 Boleyn Ground Londen                    | West Ham United                               | 3-2                     | Manchester United                       | De Gea Valencia (87' Januzaj), Smalling, Blind, Rojo Herrera (83' Lingard), Schneiderlin (46' Carrick), Rooney Mata, Rashford, Martial              | 58' Martial 70' Valencia 75' Herrera                          |
| 10 mei 2016 21:30 Boleyn Ground Londen                    | 10' Sakho 76' Antonio 80' Reid                | 1-0 1-1 1-2 2-2 3-2     | 51' Martial 72' Martial                 | De Gea Valencia (87' Januzaj), Smalling, Blind, Rojo Herrera (83' Lingard), Schneiderlin (46' Carrick), Rooney Mata, Rashford, Martial              | 58' Martial 70' Valencia 75' Herrera                          |
| 17 mei 2016 21:00 Old Trafford Manchester                 | Manchester United                             | 3-1                     | Bournemouth                             | De Gea Valencia, Smalling, Blind, Borthwick-Jackson Mata (75' Herrera), Carrick, Rooney Lingard, Rashford (79' Depay), Martial (84' Young)          | 66' Mata                                                      |
| 17 mei 2016 21:00 Old Trafford Manchester                 | 43' Rooney 74' Rashford 87' Young             | 1-0 2-0 3-0 3-1         | 90+3' Smalling (own)                    | De Gea Valencia, Smalling, Blind, Borthwick-Jackson Mata (75' Herrera), Carrick, Rooney Lingard, Rashford (79' Depay), Martial (84' Young)          | 66' Mata                                                      |

De wedstrijd West Ham-Manchester United op 10 mei 2016 werd 45 minuten uitgesteld omdat de spelersbus van Manchester bekogeld werd door supporters van de thuisploeg. Het was tevens de laatste wedstrijd in Boleyn Ground.

De wedstrijd op de slotspeeldag tegen Bournemouth (15 mei 2016) werd net voor de aftrap afgelast wegens een bommelding. Het duel werd twee dagen uitgesteld.

### Overzicht
| Speeldag  | 1 | 2 | 3 | 4 | 5  | 6  | 7  | 8  | 9  | 10 | 11 | 12 | 13 | 14 | 15 | 16 | 17 | 18 | 19 | 20 | 21 | 22 | 23 | 24 | 25 | 26 | 27 | 28 | 29 | 30 | 31 | 32 | 33 | 34 | 35 | 36 | 37 | 38 |
| --------- | - | - | - | - | -- | -- | -- | -- | -- | -- | -- | -- | -- | -- | -- | -- | -- | -- | -- | -- | -- | -- | -- | -- | -- | -- | -- | -- | -- | -- | -- | -- | -- | -- | -- | -- | -- | -- |
| Resultaat | w | w | g | v | w  | w  | w  | v  | w  | g  | g  | w  | w  | g  | g  | v  | v  | v  | g  | w  | g  | w  | v  | w  | g  | v  | w  | w  | v  | w  | w  | v  | w  | w  | g  | w  | v  | w  |
| Punten    | 3 | 6 | 7 | 7 | 10 | 13 | 16 | 16 | 19 | 20 | 21 | 24 | 27 | 28 | 29 | 29 | 29 | 29 | 30 | 33 | 34 | 37 | 37 | 40 | 41 | 41 | 44 | 47 | 47 | 50 | 53 | 53 | 56 | 59 | 60 | 63 | 63 | 66 |
| Positie   | 7 | 4 | 4 | 5 | 3  | 2  | 1  | 3  | 3  | 4  | 4  | 4  | 2  | 3  | 4  | 4  | 5  | 6  | 6  | 5  | 5  | 5  | 5  | 5  | 5  | 5  | 5  | 5  | 6  | 6  | 5  | 5  | 5  | 5  | 5  | 5  | 5  | 5  |

### Klassement
|    |    |                      | P  | W  | G  | V  | +  | -  | DS  | Ptn |
| -- | -- | -------------------- | -- | -- | -- | -- | -- | -- | --- | --- |
| K  | 1  | Leicester City       | 38 | 23 | 12 | 3  | 68 | 36 | +32 | 81  |
| CL | 2  | Arsenal              | 38 | 20 | 11 | 7  | 65 | 36 | +29 | 71  |
| CL | 3  | Tottenham Hotspur    | 38 | 19 | 13 | 6  | 69 | 35 | +34 | 70  |
| CL | 4  | Manchester City      | 38 | 19 | 9  | 10 | 71 | 41 | +30 | 66  |
| EL | 5  | Manchester United    | 38 | 19 | 9  | 10 | 49 | 35 | +14 | 66  |
|    | 6  | Southampton          | 38 | 18 | 9  | 11 | 59 | 41 | +18 | 63  |
|    | 7  | West Ham United      | 38 | 16 | 14 | 8  | 65 | 51 | +14 | 62  |
|    | 8  | Liverpool            | 38 | 16 | 12 | 10 | 63 | 50 | +13 | 60  |
|    | 9  | Stoke City           | 38 | 14 | 9  | 15 | 41 | 55 | −14 | 51  |
|    | 10 | Chelsea              | 38 | 12 | 14 | 12 | 59 | 53 | +6  | 50  |
|    | 11 | Everton              | 38 | 11 | 14 | 13 | 59 | 55 | +4  | 47  |
|    | 12 | Swansea City         | 38 | 12 | 11 | 15 | 42 | 52 | −10 | 47  |
|    | 13 | Watford              | 38 | 12 | 9  | 17 | 40 | 50 | −10 | 45  |
|    | 14 | West Bromwich Albion | 38 | 10 | 13 | 15 | 34 | 48 | −14 | 43  |
|    | 15 | Crystal Palace       | 38 | 11 | 9  | 18 | 39 | 51 | −12 | 42  |
|    | 16 | Bournemouth          | 38 | 11 | 9  | 18 | 45 | 67 | −22 | 42  |
|    | 17 | Sunderland           | 38 | 9  | 12 | 17 | 48 | 62 | −14 | 39  |
| D  | 18 | Newcastle United     | 38 | 9  | 10 | 19 | 44 | 65 | −21 | 37  |
| D  | 19 | Norwich City         | 38 | 9  | 7  | 22 | 39 | 67 | −28 | 34  |
| D  | 20 | Aston Villa          | 38 | 3  | 8  | 27 | 27 | 76 | −49 | 17  |

## FA Cup
| FA Cup                                         |                       |                 |                                     | |                                                                      |
| Wedstrijddetails                               | Thuisploeg            | Uitslag         | Uitploeg                            | Opstelling | Kaarten                                                              |
| 1/32 finale                                    |                       |                 |                                     | |                                                                      |
| 9 januari 2016 18:30 Old Trafford Manchester   | Manchester United     | 1-0             | Sheffield United (III)              | De Gea Darmian, Smalling, Blind, Borthwick-Jackson Fellaini (78' Pereira), Schweinsteiger, Herrera (60' Lingard) Mata (60' Depay), Rooney, Martial |                                                                      |
| 9 januari 2016 18:30 Old Trafford Manchester   | 90+3' Rooney (pen.)   | 1-0             |                                     | De Gea Darmian, Smalling, Blind, Borthwick-Jackson Fellaini (78' Pereira), Schweinsteiger, Herrera (60' Lingard) Mata (60' Depay), Rooney, Martial |                                                                      |
| 1/16 finale                                    |                       |                 |                                     | |                                                                      |
| 29 januari 2016 20:55 Pride Park Stadium Derby | Derby County (II)     | 1-3             | Manchester United                   | De Gea Varela, Smalling, Blind, Borthwick-Jackson Schneiderlin (74' Carrick), Fellaini, Mata (84' Herrera) Lingard, Rooney, Martial                |                                                                      |
| 29 januari 2016 20:55 Pride Park Stadium Derby | 37' Thorne            | 0-1 1-1 1-2 1-3 | 16' Rooney 65' Blind 83' Mata       | De Gea Varela, Smalling, Blind, Borthwick-Jackson Schneiderlin (74' Carrick), Fellaini, Mata (84' Herrera) Lingard, Rooney, Martial                |                                                                      |
| 1/8 finale                                     |                       |                 |                                     | |                                                                      |
| 22 februari 2016 20:45 New Meadow Shrewsbury   | Shrewsbury Town (III) | 0-3             | Manchester United                   | Romero Varela, Smalling, Blind, Borthwick-Jackson (46' Riley) Schneiderlin, Herrera, Mata (65' Pereira) Lingard, Martial (71' Keane), Depay        |                                                                      |
| 22 februari 2016 20:45 New Meadow Shrewsbury   |                       | 0-1 0-2 0-3     | 37' Smalling 45+2' Mata 61' Lingard | Romero Varela, Smalling, Blind, Borthwick-Jackson (46' Riley) Schneiderlin, Herrera, Mata (65' Pereira) Lingard, Martial (71' Keane), Depay        |                                                                      |
| Kwartfinale                                    |                       |                 |                                     | |                                                                      |
| 13 maart 2016 17:00 Old Trafford Manchester    | Manchester United     | 1-1             | West Ham United                     | De Gea Varela (87' Darmian), Smalling, Blind, Rojo Herrera, Carrick, Fellaini (76' Schweinsteiger) Lingard, Rashford (76' Depay), Martial          | 32' Fellaini 71' Carrick                                             |
| 13 maart 2016 17:00 Old Trafford Manchester    | 83' Martial           | 0-1 1-1         | 68' Payet                           | De Gea Varela (87' Darmian), Smalling, Blind, Rojo Herrera, Carrick, Fellaini (76' Schweinsteiger) Lingard, Rashford (76' Depay), Martial          | 32' Fellaini 71' Carrick                                             |
| Replay – Kwartfinale                           |                       |                 |                                     | |                                                                      |
| 13 april 2016 20:00 Boleyn Ground Londen       | West Ham United       | 1-2             | Manchester United                   | De Gea Fosu-Mensah, Smalling, Blind, Rojo (68' Valencia) Fellaini, Carrick, Herrera (76' Schneiderlin) Lingard, Rashford (90' Rooney), Martial     | 26' Carrick 45+2' Rojo 74' Herrera                                   |
| 13 april 2016 20:00 Boleyn Ground Londen       | 79' Tomkins           | 0-1 0-2 1-2     | 54' Rashford 67' Fellaini           | De Gea Fosu-Mensah, Smalling, Blind, Rojo (68' Valencia) Fellaini, Carrick, Herrera (76' Schneiderlin) Lingard, Rashford (90' Rooney), Martial     | 26' Carrick 45+2' Rojo 74' Herrera                                   |
| Halve finale                                   |                       |                 |                                     | |                                                                      |
| 23 april 2016 18:15 Wembley Stadium Londen     | Everton FC            | 1-2             | Manchester United                   | De Gea Fosu-Mensah (62' Valencia), Smalling, Blind, Rojo Fellaini (87' Herrera), Carrick, Rooney Lingard, Rashford, Martial                        | 58' Rooney 89' Herrera 90+3' Martial                                 |
| 23 april 2016 18:15 Wembley Stadium Londen     | 75' Smalling (own)    | 0-1 1-1 1-2     | 34' Fellaini 90+3' Martial          | De Gea Fosu-Mensah (62' Valencia), Smalling, Blind, Rojo Fellaini (87' Herrera), Carrick, Rooney Lingard, Rashford, Martial                        | 58' Rooney 89' Herrera 90+3' Martial                                 |
| Finale                                         |                       |                 |                                     | |                                                                      |
| 21 mei 2016 16:00 Wembley Stadium Londen       | Crystal Palace        | 1-2             | Manchester United                   | De Gea Valencia, Smalling, Blind, Rojo (66' Darmian) Fellaini, Carrick, Rooney Mata (90' Lingard), Rashford (72' Young), Martial                   | 18' Smalling 40' Rojo 45' Mata 87' Rooney 105' Smalling 111' Lingard |
| 21 mei 2016 16:00 Wembley Stadium Londen       | 78' Puncheon          | 1-0 1-1 1-2     | 81' Mata 110' Lingard               | De Gea Valencia, Smalling, Blind, Rojo (66' Darmian) Fellaini, Carrick, Rooney Mata (90' Lingard), Rashford (72' Young), Martial                   | 18' Smalling 40' Rojo 45' Mata 87' Rooney 105' Smalling 111' Lingard |

## League Cup
| League Cup                                      |                                      |             |                    | |         |
| Wedstrijddetails                                | Thuisploeg                           | Uitslag     | Uitploeg           | Opstelling | Kaarten |
| 1/16 finale                                     |                                      |             |                    | |         |
| 23 september 2015 21:00 Old Trafford Manchester | Manchester United                    | 3-0         | Ipswich Town (II)  | De Gea Valencia, Smalling (70' Jones), Blind, Young Schweinsteiger, Herrera, Rooney (81' Depay) Mata (70' Martial), Fellaini, Pereira                                         |         |
| 23 september 2015 21:00 Old Trafford Manchester | 23' Rooney 60' Pereira 90+2' Martial | 1-0 2-0 3-0 |                    | De Gea Valencia, Smalling (70' Jones), Blind, Young Schweinsteiger, Herrera, Rooney (81' Depay) Mata (70' Martial), Fellaini, Pereira                                         |         |
| 1/8 finale                                      |                                      |             |                    | |         |
| 28 oktober 2015 21:00 Old Trafford Manchester   | Manchester United                    | 0-0 (1-3)   | Middlesbrough (II) | Romero Darmian, Smalling, Blind, Rojo (61' Young) Carrick, Fellaini, Pereira Lingard, Wilson (46' Rooney), Depay (71' Martial) Strafschoppen: Rooney, Pereira, Carrick, Young |         |
| 28 oktober 2015 21:00 Old Trafford Manchester   |                                      |             |                    | Romero Darmian, Smalling, Blind, Rojo (61' Young) Carrick, Fellaini, Pereira Lingard, Wilson (46' Rooney), Depay (71' Martial) Strafschoppen: Rooney, Pereira, Carrick, Young |         |

## Europees
| UEFA Champions League                             |                                                                          |                         |                                              | |                                                         |
| Wedstrijddetails                                  | Thuisploeg                                                               | Uitslag                 | Uitploeg                                     | Opstelling | Kaarten                                                 |
| Play-off                                          |                                                                          |                         |                                              | |                                                         |
| 18 augustus 2015 20:45 Old Trafford Manchester    | Manchester United                                                        | 3-1                     | Club Brugge                                  | Romero Darmian, Smalling, Blind, Shaw Schneiderlin, Carrick (46' Schweinsteiger), Januzaj (72' Hernández) Mata, Rooney (84' Fellaini), Depay      | 50' Darmian 81' Smalling                                |
| 18 augustus 2015 20:45 Old Trafford Manchester    | 13' Depay 43' Depay 90+4' Fellaini                                       | 0-1 1-1 2-1 3-1         | 8' Carrick (own)                             | Romero Darmian, Smalling, Blind, Shaw Schneiderlin, Carrick (46' Schweinsteiger), Januzaj (72' Hernández) Mata, Rooney (84' Fellaini), Depay      | 50' Darmian 81' Smalling                                |
| 26 augustus 2015 20:45 Jan Breydelstadion Brugge  | Club Brugge                                                              | 0-4                     | Manchester United                            | Romero Darmian, Smalling, Blind, Shaw Carrick, Herrera (64' Hernández), Januzaj (46' Schweinsteiger) Mata (62' Young), Rooney, Depay              | 13' Herrera                                             |
| 26 augustus 2015 20:45 Jan Breydelstadion Brugge  |                                                                          | 0-1 0-2 0-3 0-4         | 20' Rooney 49' Rooney 57' Rooney 63' Herrera | Romero Darmian, Smalling, Blind, Shaw Carrick, Herrera (64' Hernández), Januzaj (46' Schweinsteiger) Mata (62' Young), Rooney, Depay              | 13' Herrera                                             |
| Groepsfase                                        |                                                                          |                         |                                              | |                                                         |
| 15 september 2015 20:45 Philips Stadion Eindhoven | PSV                                                                      | 2-1                     | Manchester United                            | De Gea Darmian, Smalling, Blind, Shaw (24' Rojo) Schweinsteiger, Herrera (75' Fellaini), Mata Young (86' Valencia), Martial, Depay                | 67' Smalling                                            |
| 15 september 2015 20:45 Philips Stadion Eindhoven | 45+2' Moreno 57' Narsingh                                                | 0-1 1-1 2-1             | 41' Depay                                    | De Gea Darmian, Smalling, Blind, Shaw (24' Rojo) Schweinsteiger, Herrera (75' Fellaini), Mata Young (86' Valencia), Martial, Depay                | 67' Smalling                                            |
| 30 september 2015 20:45 Old Trafford Manchester   | Manchester United                                                        | 2-1                     | VfL Wolfsburg                                | De Gea Valencia (46' Young), Smalling, Blind, Darmian Schneiderlin, Schweinsteiger (72' Jones), Rooney Mata, Martial, Depay (62' Pereira)         | 39' Schneiderlin 41' Schweinsteiger 61' Depay 79' Young |
| 30 september 2015 20:45 Old Trafford Manchester   | 34' Mata (pen.) 53' Smalling                                             | 0-1 1-1 2-1             | 4' Caligiuri                                 | De Gea Valencia (46' Young), Smalling, Blind, Darmian Schneiderlin, Schweinsteiger (72' Jones), Rooney Mata, Martial, Depay (62' Pereira)         | 39' Schneiderlin 41' Schweinsteiger 61' Depay 79' Young |
| 21 oktober 2015 20:45 Arena Chimki Moskou         | CSKA Moskou                                                              | 1-1                     | Manchester United                            | De Gea Valencia, Jones, Smalling, Rojo (63' Blind) Schneiderlin, Schweinsteiger (46' Fellaini), Herrera Lingard (80' Depay), Rooney, Martial      | 14' Martial 80' Herrera 90' Fellaini                    |
| 21 oktober 2015 20:45 Arena Chimki Moskou         | 15' Doumbia                                                              | 1-0 1-1                 | 65' Martial                                  | De Gea Valencia, Jones, Smalling, Rojo (63' Blind) Schneiderlin, Schweinsteiger (46' Fellaini), Herrera Lingard (80' Depay), Rooney, Martial      | 14' Martial 80' Herrera 90' Fellaini                    |
| 3 november 2015 20:45 Old Trafford Manchester     | Manchester United                                                        | 1-0                     | CSKA Moskou                                  | De Gea Young, Smalling, Blind, Rojo Carrick, Schweinsteiger (89' Herrera), Rooney Mata (74' Depay), Martial (66' Fellaini), Lingard               |                                                         |
| 3 november 2015 20:45 Old Trafford Manchester     | 79' Rooney                                                               | 1-0                     |                                              | De Gea Young, Smalling, Blind, Rojo Carrick, Schweinsteiger (89' Herrera), Rooney Mata (74' Depay), Martial (66' Fellaini), Lingard               |                                                         |
| 25 november 2015 20:45 Old Trafford Manchester    | Manchester United                                                        | 0-0                     | PSV                                          | De Gea Darmian (85' Mata), Smalling, Blind, Rojo Schneiderlin, Schweinsteiger (58' Fellaini), Rooney Lingard, Martial, Depay (59' Young)          | 90+3' Lingard                                           |
| 25 november 2015 20:45 Old Trafford Manchester    |                                                                          |                         |                                              | De Gea Darmian (85' Mata), Smalling, Blind, Rojo Schneiderlin, Schweinsteiger (58' Fellaini), Rooney Lingard, Martial, Depay (59' Young)          | 90+3' Lingard                                           |
| 8 december 2015 20:45 Volkswagen Arena Wolfsburg  | VfL Wolfsburg                                                            | 3-2                     | Manchester United                            | De Gea Varela, Smalling, Blind, Darmian (43' Borthwick-Jackson) Schweinsteiger (69' Carrick), Fellaini, Mata (69' Powell) Lingard, Martial, Depay | 17' Darmian 90+2' Varela                                |
| 8 december 2015 20:45 Volkswagen Arena Wolfsburg  | 13' Naldo 29' Vieirinha 84' Naldo                                        | 0-1 1-1 2-1 2-2 3-2     | 10' Martial 82' Guilavogui (own)             | De Gea Varela, Smalling, Blind, Darmian (43' Borthwick-Jackson) Schweinsteiger (69' Carrick), Fellaini, Mata (69' Powell) Lingard, Martial, Depay | 17' Darmian 90+2' Varela                                |
| UEFA Europa League                                |                                                                          |                         |                                              | |                                                         |
| Wedstrijddetails                                  | Thuisploeg                                                               | Uitslag                 | Uitploeg                                     | Opstelling | Kaarten                                                 |
| 1/16 finale                                       |                                                                          |                         |                                              | |                                                         |
| 18 februari 2016 19:00 MCH Arena Herning          | FC Midtjylland                                                           | 2-1                     | Manchester United                            | Romero Love, McNair, Smalling, Blind Carrick, Herrera (72' Schneiderlin), Mata (78' Pereira) Lingard, Martial, Depay                              | 60' Love 85' Lingard 90+3' Smalling                     |
| 18 februari 2016 19:00 MCH Arena Herning          | 44' Sisto 77' Onuachu                                                    | 0-1 1-1 2-1             | 37' Depay                                    | Romero Love, McNair, Smalling, Blind Carrick, Herrera (72' Schneiderlin), Mata (78' Pereira) Lingard, Martial, Depay                              | 60' Love 85' Lingard 90+3' Smalling                     |
| 25 februari 2016 21:05 Old Trafford Manchester    | Manchester United                                                        | 5-1                     | FC Midtjylland                               | Romero Varela, Carrick, Blind, Riley (79' Rojo) Schneiderlin, Herrera (90+1' Poole), Mata Lingard (86' Pereira), Rashford, Depay                  | 72' Lingard                                             |
| 25 februari 2016 21:05 Old Trafford Manchester    | 32' Bodurov (own) 63' Rashford 75' Rashford 87' Herrera (pen.) 90' Depay | 0-1 1-1 2-1 3-1 4-1 5-1 | 27' Sisto                                    | Romero Varela, Carrick, Blind, Riley (79' Rojo) Schneiderlin, Herrera (90+1' Poole), Mata Lingard (86' Pereira), Rashford, Depay                  | 72' Lingard                                             |
| 1/8 finale                                        |                                                                          |                         |                                              | |                                                         |
| 10 maart 2016 21:05 Anfield Liverpool             | Liverpool FC                                                             | 2-0                     | Manchester United                            | De Gea Varela, Smalling, Blind, Rojo Schneiderlin (79' Schweinsteiger), Fellaini, Mata (79' Herrera) Rashford (46' Carrick), Martial, Depay       | 19' Depay 45' Rashford 60' Fellaini                     |
| 10 maart 2016 21:05 Anfield Liverpool             | 20' Sturridge (pen.) 73' Firmino                                         | 1-0 2-0                 |                                              | De Gea Varela, Smalling, Blind, Rojo Schneiderlin (79' Schweinsteiger), Fellaini, Mata (79' Herrera) Rashford (46' Carrick), Martial, Depay       | 19' Depay 45' Rashford 60' Fellaini                     |
| 17 maart 2016 21:05 Old Trafford Manchester       | Manchester United                                                        | 1-1                     | Liverpool FC                                 | De Gea Varela (46' Valencia), Smalling, Blind, Rojo (62' Darmian) Lingard, Carrick (70' Schweinsteiger), Fellaini Mata, Rashford, Martial         | 33' Blind 50' Fellaini 80' Schweinsteiger               |
| 17 maart 2016 21:05 Old Trafford Manchester       | 32' Martial (pen.)                                                       | 1-0 1-1                 | 45' Coutinho                                 | De Gea Varela (46' Valencia), Smalling, Blind, Rojo (62' Darmian) Lingard, Carrick (70' Schweinsteiger), Fellaini Mata, Rashford, Martial         | 33' Blind 50' Fellaini 80' Schweinsteiger               |

### Groepsfase Champions League
| Groep B | Groep B           | Groep B | Groep B | Groep B | Groep B | Groep B | Groep B | Groep B | Groep B |
|         |                   | P       | W       | G       | V       | +       | -       | DS      | Ptn     |
| ------- | ----------------- | ------- | ------- | ------- | ------- | ------- | ------- | ------- | ------- |
| 1.      | VfL Wolfsburg     | 6       | 4       | 0       | 2       | 9       | 6       | +3      | 12      |
| 2.      | PSV               | 6       | 3       | 1       | 2       | 8       | 7       | +1      | 10      |
| 3.      | Manchester United | 6       | 2       | 2       | 2       | 7       | 7       | 0       | 8       |
| 4.      | CSKA Moskou       | 6       | 1       | 1       | 4       | 5       | 9       | −4      | 4       |

## Statistieken
De speler met de meeste wedstrijden is in het groen aangeduid, de speler met de meeste doelpunten in het geel.
| Nr. | Naam                      | Premier League | Premier League | FA Cup | FA Cup | League Cup | League Cup | Champions League | Champions League | Europa League | Europa League | Totaal | Totaal |
| Nr. | Naam                      | Wed            | Goals          | Wed    | Goals  | Wed        | Goals      | Wed              | Goals            | Wed           | Goals         | Wed    | Goals  |
| --- | ------------------------- | -------------- | -------------- | ------ | ------ | ---------- | ---------- | ---------------- | ---------------- | ------------- | ------------- | ------ | ------ |
| 1.  | David de Gea              | 34             | 0              | 6      | 0      | 1          | 0          | 6                | 0                | 2             | 0             | 49     | 0      |
| 4.  | Phil Jones                | 10             | 0              | 0      | 0      | 1          | 0          | 2                | 0                | 0             | 0             | 13     | 0      |
| 5.  | Marcos Rojo               | 16             | 0              | 4      | 0      | 1          | 0          | 4                | 0                | 3             | 0             | 28     | 0      |
| 7.  | Memphis Depay             | 29             | 2              | 3      | 0      | 2          | 0          | 8                | 3                | 3             | 2             | 45     | 7      |
| 8.  | Juan Mata                 | 38             | 6              | 4      | 3      | 1          | 0          | 7                | 1                | 4             | 0             | 54     | 10     |
| 9.  | Anthony Martial           | 31             | 11             | 7      | 2      | 2          | 1          | 6                | 2                | 3             | 1             | 49     | 17     |
| 10. | Wayne Rooney              | 28             | 8              | 5      | 2      | 2          | 1          | 6                | 4                | 0             | 0             | 41     | 15     |
| 11. | Adnan Januzaj             | 5              | 1              | 0      | 0      | 0          | 0          | 2                | 0                | 0             | 0             | 7      | 1      |
| 12. | Chris Smalling            | 35             | 0              | 7      | 1      | 2          | 0          | 8                | 1                | 3             | 0             | 55     | 2      |
| 14. | Javier Hernández          | 1              | 0              | 0      | 0      | 0          | 0          | 2                | 0                | 0             | 0             | 3      | 0      |
| 16. | Michael Carrick           | 28             | 0              | 5      | 0      | 1          | 0          | 4                | 0                | 4             | 0             | 42     | 0      |
| 17. | Daley Blind               | 35             | 1              | 7      | 1      | 2          | 0          | 8                | 0                | 4             | 0             | 56     | 2      |
| 18. | Ashley Young              | 18             | 1              | 1      | 0      | 2          | 0          | 5                | 0                | 0             | 0             | 26     | 1      |
| 19. | James Wilson              | 1              | 0              | 0      | 0      | 1          | 0          | 0                | 0                | 0             | 0             | 2      | 0      |
| 20. | Sergio Romero             | 4              | 0              | 1      | 0      | 1          | 0          | 2                | 0                | 2             | 0             | 10     | 0      |
| 21. | Ander Herrera             | 27             | 3              | 6      | 0      | 1          | 0          | 4                | 1                | 3             | 1             | 41     | 5      |
| 22. | Nick Powell               | 1              | 0              | 0      | 0      | 0          | 0          | 1                | 0                | 0             | 0             | 2      | 0      |
| 23. | Luke Shaw                 | 5              | 0              | 0      | 0      | 0          | 0          | 3                | 0                | 0             | 0             | 8      | 0      |
| 25. | Antonio Valencia          | 14             | 0              | 3      | 0      | 1          | 0          | 3                | 0                | 1             | 0             | 22     | 0      |
| 27. | Marouane Fellaini         | 18             | 1              | 6      | 2      | 2          | 0          | 6                | 1                | 2             | 0             | 34     | 4      |
| 28. | Morgan Schneiderlin       | 29             | 1              | 3      | 0      | 0          | 0          | 4                | 0                | 3             | 0             | 39     | 1      |
| 30. | Guillermo Varela          | 4              | 0              | 3      | 0      | 0          | 0          | 1                | 0                | 3             | 0             | 11     | 0      |
| 31. | Bastian Schweinsteiger    | 18             | 1              | 2      | 0      | 1          | 0          | 8                | 0                | 2             | 0             | 31     | 1      |
| 32. | Víctor Valdés             | 0              | 0              | 0      | 0      | 0          | 0          | 0                | 0                | 0             | 0             | 0      | 0      |
| 33. | Patrick McNair            | 8              | 0              | 0      | 0      | 0          | 0          | 0                | 0                | 1             | 0             | 9      | 0      |
| 35. | Jesse Lingard             | 25             | 4              | 7      | 2      | 1          | 0          | 4                | 0                | 3             | 0             | 40     | 6      |
| 36. | Matteo Darmian            | 28             | 1              | 3      | 0      | 1          | 0          | 6                | 0                | 1             | 0             | 39     | 1      |
| 37. | Donald Love               | 1              | 0              | 0      | 0      | 0          | 0          | 0                | 0                | 1             | 0             | 2      | 0      |
| 39. | Marcus Rashford           | 11             | 5              | 4      | 1      | 0          | 0          | 0                | 0                | 3             | 2             | 18     | 8      |
| 41. | Regan Poole               | 0              | 0              | 0      | 0      | 0          | 0          | 0                | 0                | 1             | 0             | 1      | 0      |
| 43. | Cameron Borthwick-Jackson | 10             | 0              | 3      | 0      | 0          | 0          | 1                | 0                | 0             | 0             | 14     | 0      |
| 44. | Andreas Pereira           | 4              | 0              | 2      | 0      | 2          | 1          | 1                | 0                | 2             | 0             | 11     | 1      |
| 47. | James Weir                | 1              | 0              | 0      | 0      | 0          | 0          | 0                | 0                | 0             | 0             | 1      | 0      |
| 48. | William Keane             | 1              | 0              | 1      | 0      | 0          | 0          | 0                | 0                | 0             | 0             | 2      | 0      |
| 49. | Joe Riley                 | 0              | 0              | 1      | 0      | 0          | 0          | 0                | 0                | 1             | 0             | 2      | 0      |
| 50. | Sam Johnstone             | 0              | 0              | 0      | 0      | 0          | 0          | 0                | 0                | 0             | 0             | 0      | 0      |
| 51. | Timothy Fosu-Mensah       | 8              | 0              | 2      | 0      | 0          | 0          | 0                | 0                | 0             | 0             | 10     | 0      |

## Afbeeldingen

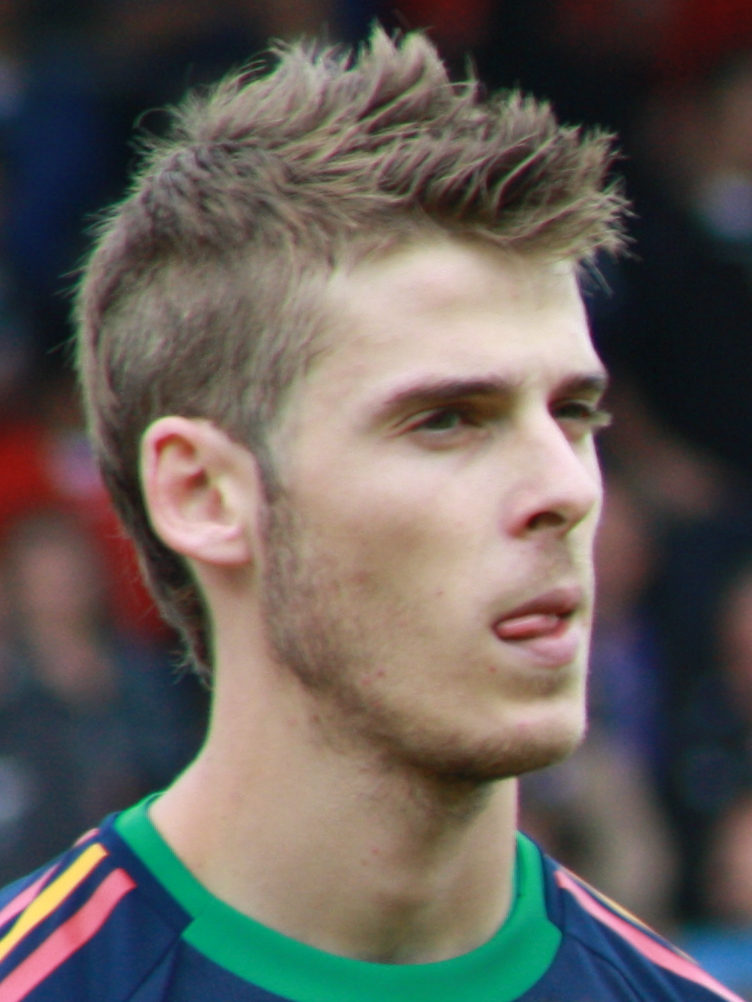
David de Gea (doelman)
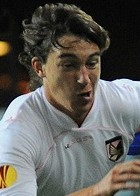
Matteo Darmian (verdediger)
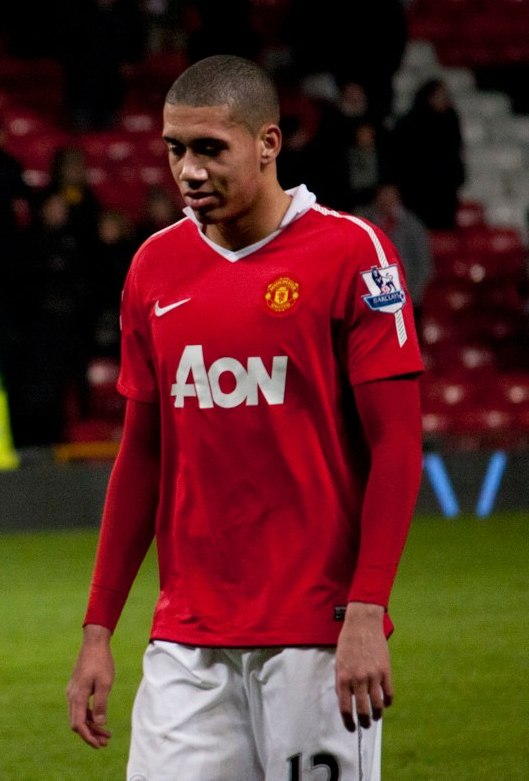
Chris Smalling (verdediger)
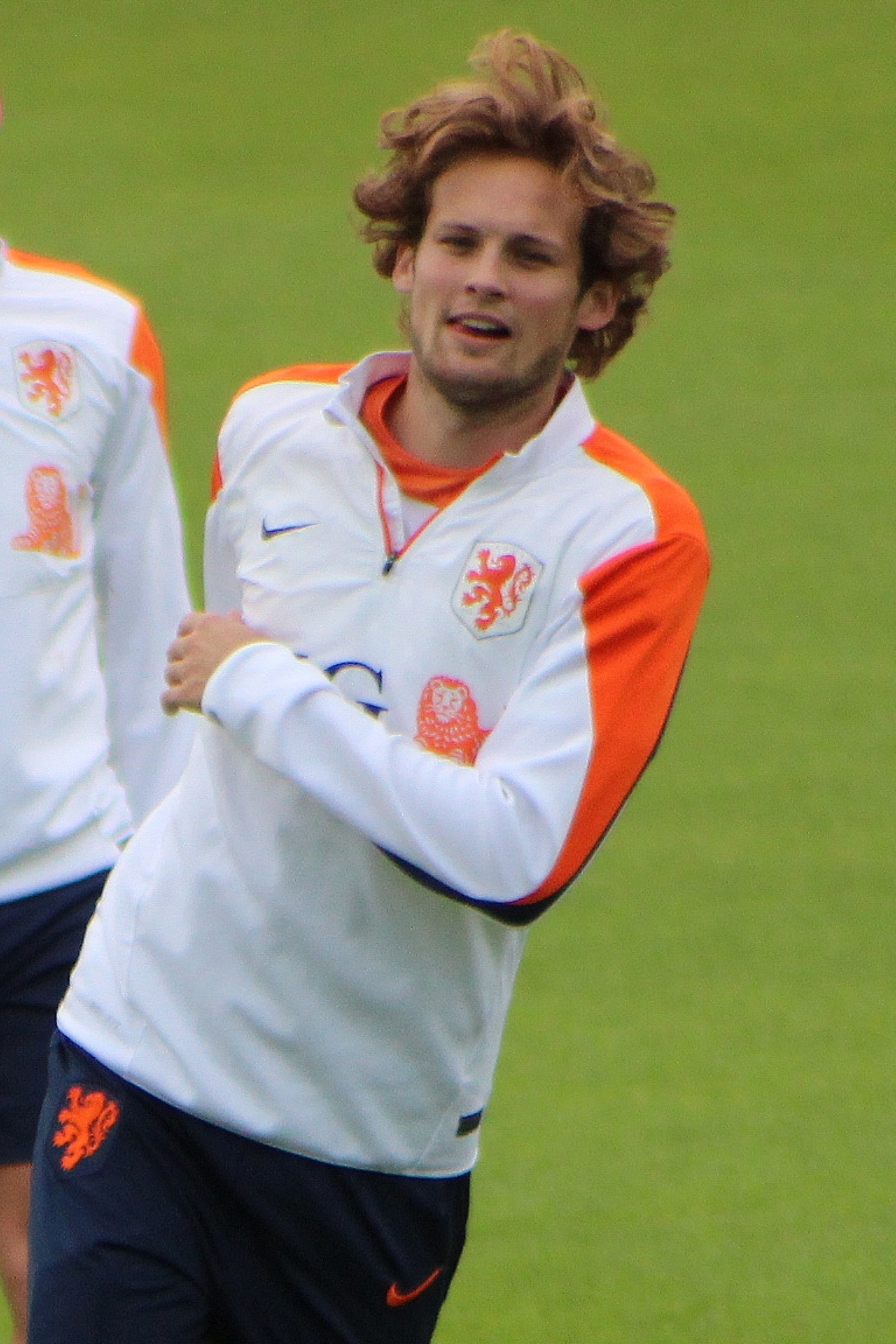
Daley Blind (verdediger)
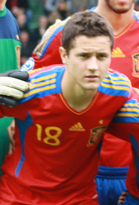
Ander Herrera (middenvelder)
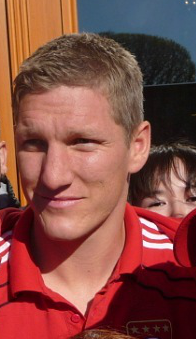
Bastian Schweinsteiger (middenvelder)
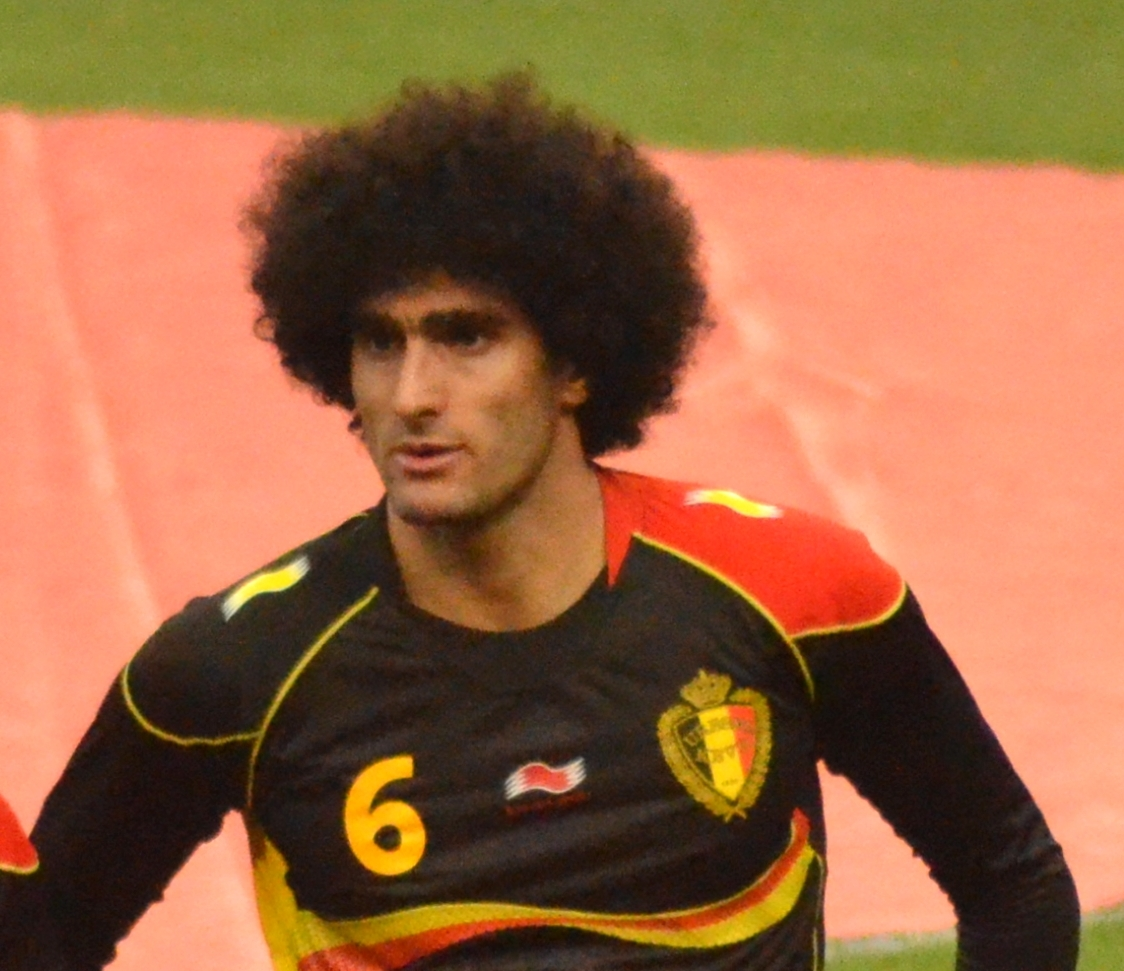
Marouane Fellaini (middenvelder)
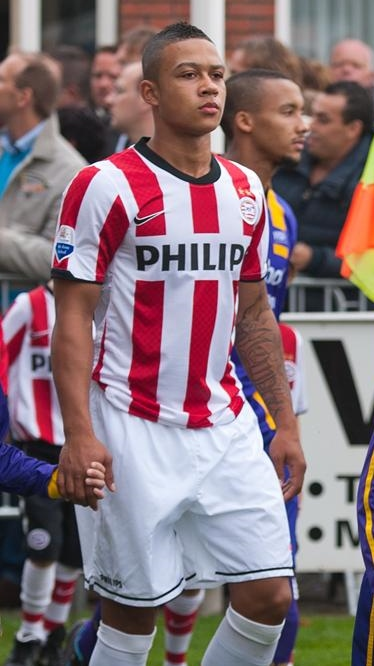
Memphis Depay (aanvaller)
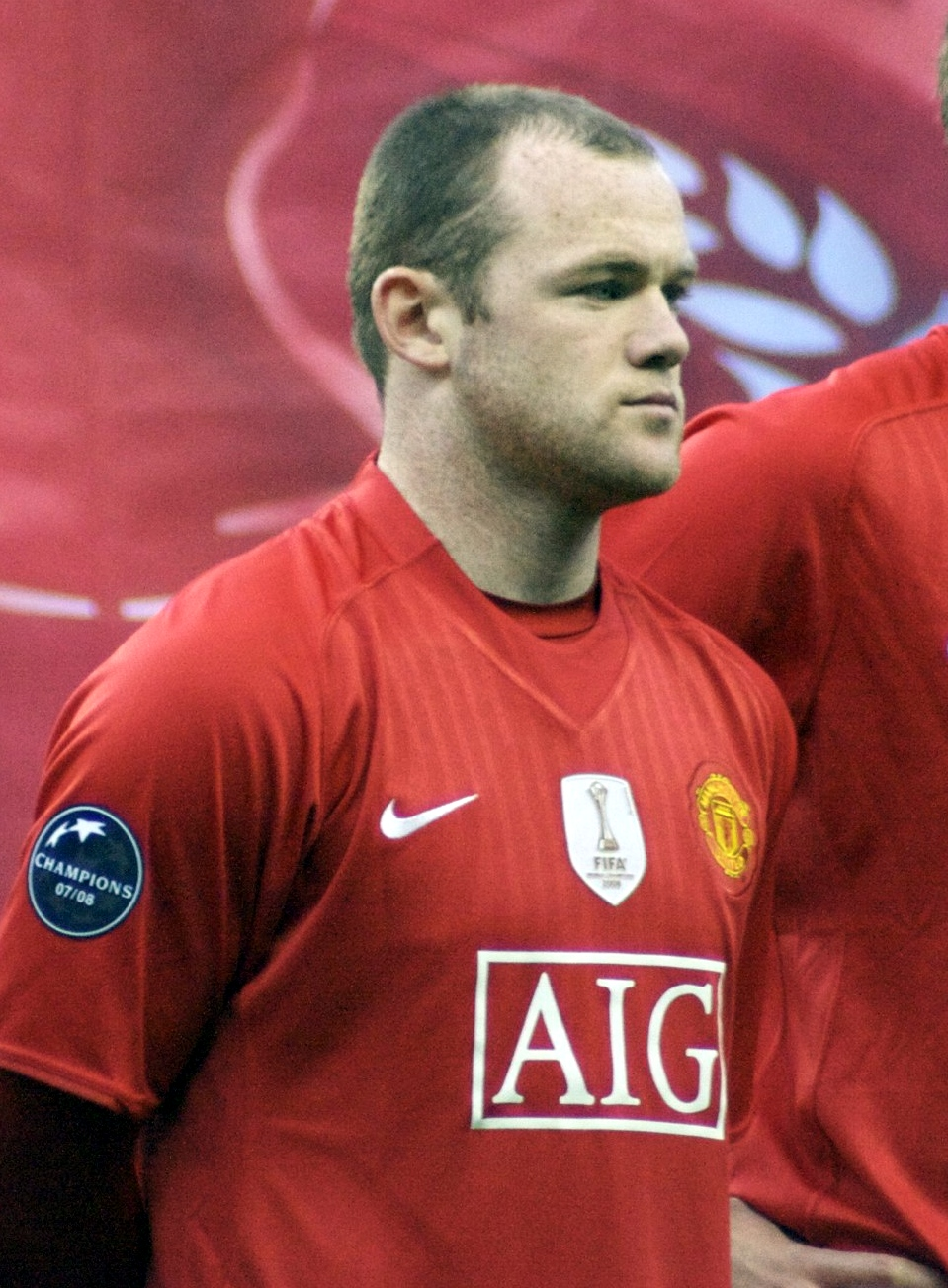
Wayne Rooney (aanvaller)
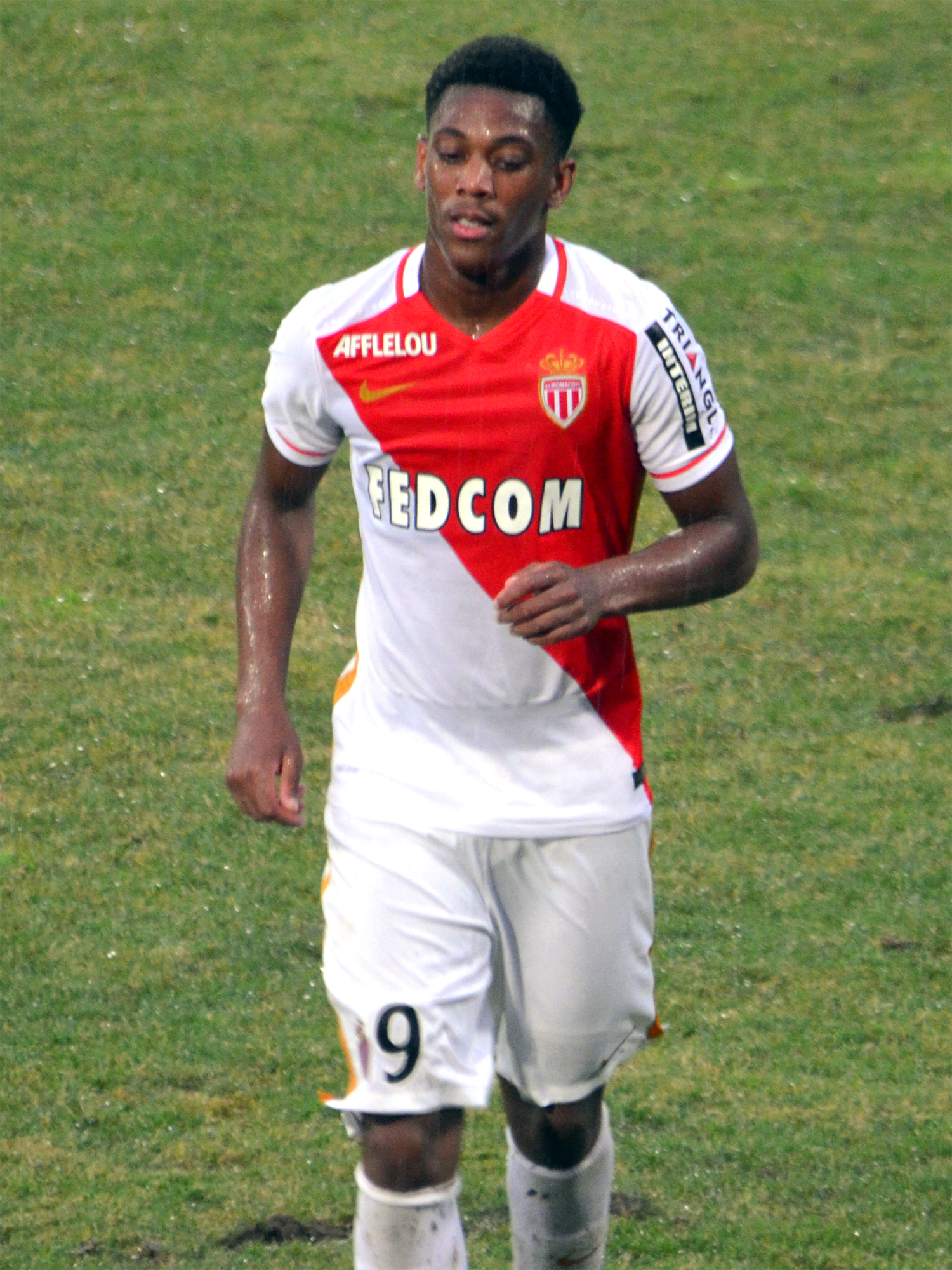
Anthony Martial (aanvaller)